# Ugron
Az Ugron régi magyar személynév. Bajor eredetű név, a jelentése nyugat-bolgár. Az alapjául szolgáló bajor ungarn szó az alnémetből ered, akárcsak a magyarság többi idegen nyelvi megnevezése, valamint az ország idegen neve, többek között a nyugati Hungária név is.

## Rokon nevek
- Ugocsa:[1] régi magyar személynév, az Ugron rövidült, kicsinyítőképzős alakja.[2]
- Ugod:[1] régi magyar személynév, az Ugron rövidült, kicsinyítőképzős alakja.[2]
- Ugor:[1] régi magyar személynév, az Ugron rövidülése.[2]

## Gyakorisága
Az 1990-es években az Ugron, Ugocsa, Ugod és az Ugor egyaránt szórványos név volt, a 2000-es években nem szerepelnek a 100 leggyakoribb férfinév között.

## Névnapok
Ugron, Ugocsa
- május 22.[2]
- november 9.[2]

Ugod
- május 16.[2]

Ugor
- május 3.[2]
- augusztus 16.[2]

## Híres Ugronok, Ugocsák, Ugodok és Ugorok

### Vezetéknévként
- Ugron Zsolna írónő
- Ugron Gábor (Rabonbán)
- Ugron Gábor (belügyminiszter)